# سیف‌الدین‌رود
سیف‌الدین‌رود یکی از روستاهای استان آذربایجان شرقی است که در دهستان قرانقو بخش مرکزی شهرستان هشترود واقع شده‌است.
فاصله آن از تبریز حدوداً 100 کیلومتر و از هشترود 15 کیلومتر میباشد.
روستای سیف الدین رود در کنار رودخانه دائمی قرانقو میباشد که دارای آب و هوای لطیف می‌باشد
این روستا به همت بنیاد مسکن و ادارات دارای کلیه امکانات آب - برق - گاز و تلفن می‌باشد
این روستا در ایام بهار و تابستان پذیرای گردشگران در کنار رودخانه می‌باشد .
روستای سیف الدین رود در کنار آزاد راه تبریز تهران می‌باشد